# كريستيان شابارو
كريستيان شابارو (بالإسبانية: Cristián Chaparro)‏ هو لاعب كرة قدم أرجنتيني في مركز الوسط، ولد في 19 أكتوبر 1975 في San Isidro Partido ‏ في الأرجنتين. لعب مع نادي برشلونة.